# Greng
Greng (toponimo tedesco) è un comune svizzero di 175 abitanti del Canton Friburgo, nel distretto di Lac.

## Geografia fisica
Greng si affacciat sul Lago di Morat.

## Monumenti e luoghi d'interesse
- Castello, eretto nel 1785-1787 e ricostruito nel 1815[1].

## Società

### Evoluzione demografica
L'evoluzione demografica è riportata nella seguente tabella:
Abitanti censiti

### Lingue e dialetti
Greng è un comune a maggioranza germanofona.

## Amministrazione
Ogni famiglia originaria del luogo fa parte del comune patriziale che ha la responsabilità della manutenzione di ogni bene comune.